# Kachug (Marskrater)
Kachug ist ein 1988 registrierter Krater auf dem Mars mit einem Durchmesser von rund 4,9 Kilometern.
Benannt wurde der Krater nach der Siedlung Katschug in der Oblast Irkutsk in Russland (Kachug entspricht der englischen Transkription des russischen Качуг).